# Liste der Baudenkmäler in Zirndorf

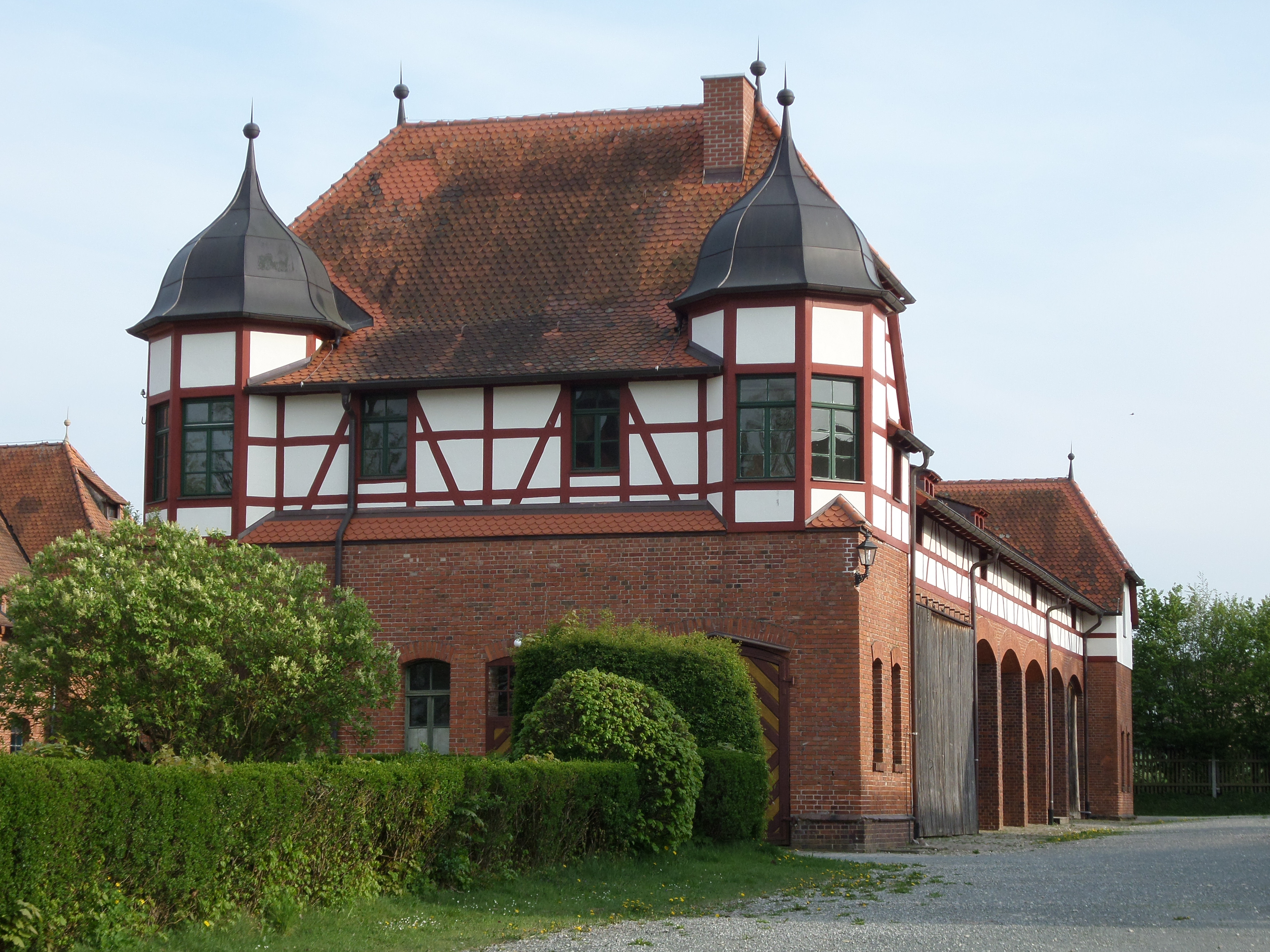
Gut Wolfgangshof

Auf dieser Seite sind die Baudenkmäler in der mittelfränkischen Stadt Zirndorf zusammengestellt. Diese Tabelle ist eine Teilliste der Liste der Baudenkmäler in Bayern. Grundlage ist die Bayerische Denkmalliste, die auf Basis des Bayerischen Denkmalschutzgesetzes vom 1. Oktober 1973 erstmals erstellt wurde und seither durch das Bayerische Landesamt für Denkmalpflege geführt wird. Die folgenden Angaben ersetzen nicht die rechtsverbindliche Auskunft der Denkmalschutzbehörde.

## Baudenkmäler nach Gemeindeteilen

### Zirndorf
| Lage                                                                | Objekt                                                                     | Beschreibung | Akten-Nr.     | Bild                                                                       |
| ------------------------------------------------------------------- | -------------------------------------------------------------------------- | --- | ------------- | -------------------------------------------------------------------------- |
| Bahnhofstraße 20 (Standort)                                         | Wohnhaus                                                                   | Villenartiger zweigeschossiger Neurenaissancebau mit Krüppelwalmdach, Zwerchgiebel und Dachgauben mit Spitzhelm, Sichtziegelbau mit Werksteingliederung und Fachwerkgiebeln, um 1890/95 | D-5-73-134-71 | Wohnhaus                                                                   |
| Bahnhofstraße 23, 25, 27 (Standort)                                 | Bahnhof Zirndorf                                                           | Stationsgebäude, Anlage aus zwei zweigeschossigen Kopfbauten mit Satteldächern und eingeschossigem Verbindungsbau mit Flachdach, Erdgeschoss Sandsteinquadermauerwerk, Obergeschoss Ziegelmauerwerk mit Werksteingliederung, um 1892 Zugehörige Güterhalle, eingeschossiger Ziegelmauerwerksbau mit Satteldach, um 1892, Fassaden zum Teil verändert | D-5-73-134-72 | Bahnhof Zirndorf                                                           |
| Bahnhofstraße 31 (Standort)                                         | Ehemaliges Gasthaus                                                        | Zweigeschossiges Jugendstilgebäude mit Walmdach mit Zwerchgiebeln, Sandsteinquaderbau mit Erker und Treppenturm, eingeschossiger ehemaliger Saalanbau mit Flachdach, um 1905 Einfriedung, Sandsteinpfeiler mit Jugendstildekor und Eisengitterzaun, um 1905 | D-5-73-134-1  | Ehemaliges Gasthaus                                                        |
| Bahnhofstraße 32 (Standort)                                         | Fabrikanten-Villa                                                          | Zweigeschossiger Neurenaissancebau mit flachem Walmdach und Dachgauben mit Spitzhelm, Sandsteinquaderbau, Mittelrisalit mit Zwerchgiebel und Balkon, bezeichnet mit „1901“ Einfriedung, Sandsteinpfeiler und Eisengitterzaun, um 1901 | D-5-73-134-2  | Fabrikanten-Villa                                                          |
| Bahnhofstraße 38 (Standort)                                         | Diesterweg-Schule                                                          | Dreigeschossiger Schulbau mit Satteldach und Zwerchgiebel, Sandsteinquaderbau mit Neurenaissancedekor, rückseitige Fassade Sichtziegelmauerwerk, bezeichnet mit „1900“ Einfriedung, Sandsteinpfeiler und Eisengitterzaun, um 1900 | D-5-73-134-3  | Diesterweg-Schule                                                          |
| Banderbacher Straße 9 (Standort)                                    | Wohnhaus                                                                   | Zweigeschossiger Quaderbau mit Walmdach, bezeichnet „1829“ | D-5-73-134-4  | BW                                                                         |
| Banderbacher Straße 11 (Standort)                                   | Wohnstallhaus                                                              | Erdgeschossiger Traufseitbau mit Steildach und verputztem Fachwerkgiebel, um 1820 | D-5-73-134-84 | BW                                                                         |
| Banderbacher Straße 15 (Standort)                                   | Kleinbauernhaus                                                            | Eingeschossiger Satteldachbau, Fachwerk verputzt, mit Stallanbau, 18. Jahrhundert Erdkeller, aus Sandsteinquadermauerwerk, 18./19. Jahrhundert | D-5-73-134-85 | BW                                                                         |
| Banderbacher Straße 16 (Standort)                                   | Wohnhaus                                                                   | Eingeschossiges Satteldachhaus, Sichtfachwerkbau mit nördlicher und westlicher Sandsteinfassade, bezeichnet „1696“, mit neueren Zwerchhäusern und Schleppgauben | D-5-73-134-5  | Wohnhaus                                                                   |
| Bogenstraße 11 a; Nürnberger Straße 41; Nähe Bogenstraße (Standort) | Evangelischer Friedhof                                                     | Angelegt Mitte 19. Jahrhundert, erweitert 20. Jahrhundert, mit Gruppe neugotischer Grabpfeiler, um 1845 bis um 1870/80, und Grabdenkmälern, zweite Hälfte 19. Jahrhundert/1. Hälfte 20. Jahrhundert Leichenhalle, eingeschossiger Sandsteinquaderbau mit Satteldach, Mitte 19. Jahrhundert, 1931 (bezeichnet) durch eingeschossigen massiven Querflügel mit Satteldach erweitert Einzeln stehender Glockenturm, verputzter Massivbau mit Zeltdach, bezeichnet mit „1939“ | D-5-73-134-31 | BW                                                                         |
| Fürther Straße 5 (Standort)                                         | Gasthaus                                                                   | Zweigeschossiges Doppelhaus mit Satteldach und Schleppgauben, südlicher Teil vollständig Sichtfachwerk, nördlicher Teil verputzt mit Sichtfachwerkgiebel, 17./18. Jahrhundert, bezeichnet 1799 | D-5-73-134-7  | BW                                                                         |
| Fürther Straße 18 (Standort)                                        | Wohnhaus                                                                   | Zweigeschossiges Eckhaus mit Mansarddach, Sandstein-Ecktürmchen, Zwerchgiebeln und Dachgauben, Sichtziegelbau mit Werksteingliederung im Stil der deutschen Renaissance, Ende 19. Jahrhundert Einfriedung, Sandsteinpfeiler und Eisengitterzaun, Ende 19. Jahrhundert | D-5-73-134-8  | BW                                                                         |
| Fürther Straße 71 (Standort)                                        | Hochbehälter-Portalbau                                                     | Eingeschossiger Rustika-Quaderbau im barockisierenden Jugendstil, mit Mittelrisalit und zwei Brunnenanlagen, „1903“ (bezeichnet) von Otto Holzer | D-5-73-134-9  | BW                                                                         |
| Grenzstraße 12 (Standort)                                           | Fabrikantenvilla und ehemals Bürstenmacherei                               | Zweigeschossiger Bau mit Krüppelwalmdach, Zwerchgiebel und Dachgauben mit Spitzhelmen, Erdgeschoss massiv verputzt, Obergeschoss freiliegendes Fachwerk, 1907, Fassadenveränderungen durch jüngere Anbauten; mit Ausstattung | D-5-73-134-77 | BW                                                                         |
| Hauptstraße 2; Kirchenweg 3 (Standort)                              | Wohnhaus                                                                   | Eingeschossiger Fachwerkbau mit Satteldach und Giebelgauben, traufseitig verputzt, Ostgiebel Sichtfachwerk, um 1700 | D-5-73-134-17 | BW                                                                         |
| Hauptstraße 3 (Standort)                                            | Ehemaliges Gasthaus, sogenanntes Preßleinshaus                             | Zweigeschossiger Satteldachbau mit Zwerchgiebel und rückseitigem zweigeschossigem Seitenflügel, Erdgeschoss und Westfassade Sandsteinquadermauerwerk, im übrigen Sichtfachwerk, um 1700, Westgiebel um 1800 Ziehbrunnen, Sandstein, verbunden mit Rest der Einfriedung aus Sandsteinquadern, bezeichnet mit „1730“; mit Ausstattung | D-5-73-134-10 | Ehemaliges Gasthaus, sogenanntes Preßleinshaus                             |
| Hauptstraße 6 (Standort)                                            | Wohn- und Geschäftshaus                                                    | Zweigeschossiger traufständiger Sandsteinquaderbau mit Satteldach, 19. Jahrhundert, Ladeneinbau mit skulpturalem Dekor, Anfang 20. Jahrhundert Nebengebäude, zweigeschossiger giebelständiger Satteldachbau, Erdgeschoss Sandsteinquadermauerwerk, Obergeschoss freiliegendes Fachwerk, wohl 19. Jahrhundert | D-5-73-134-12 | Wohn- und Geschäftshaus                                                    |
| Hauptstraße 11 (Standort)                                           | Ehemaliges Gasthaus                                                        | Zweigeschossiges Eckhaus mit Satteldach und Zwerchgiebel, Erdgeschoss Sandsteinquadermauerwerk, Obergeschoss Sichtfachwerk, rückseitig hölzerne Obergeschossgalerie, bezeichnet 1605, Erdgeschoss zum Teil modern verändert | D-5-73-134-13 | Ehemaliges Gasthaus                                                        |
| Hauptstraße 12 (Standort)                                           | Gasthaus                                                                   | Eingeschossiger giebelständiger Bau mit Frackdach, Erdgeschoss Sandsteinquadermauerwerk, Obergeschoss freiliegendes Fachwerk, wohl erste Hälfte 18. Jahrhundert mit älterem Kern, später einhüftig aufgestockt, Schleppgauben modern | D-5-73-134-14 | Gasthaus                                                                   |
| Hauptstraße 14; Rote Straße 1 (Standort)                            | Ehemalige Huf- und Wagenschmiede, jetzt Einzelhandelsgeschäft              | Zweigeschossiger, wieder freigelegter Fachwerkbau mit Satteldach, bezeichnet „1792“, zweigeschossiger, ebenfalls freigelegter Seitenflügel mit Satteldach, bezeichnet „1748“, mit Vordach der ehemaligen Schmiede auf gusseisernen Stützen, zweite Hälfte 19. Jahrhundert. | D-5-73-134-35 | Ehemalige Huf- und Wagenschmiede, jetzt Einzelhandelsgeschäft              |
| Kirchenplatz (Standort)                                             | Denkmal, Darstellung des Heiligen Georg und Wappen                         | Steinsäul, bezeichnet „1912“ | D-5-73-134-82 | BW                                                                         |
| Kirchenplatz 1; Pfarrhof 3 (Standort)                               | Evangelisch-lutherisches Mesnerhaus                                        | Zweigeschossiger Sandsteinquaderbau mit Walmdach und Fledermausgauben, Erdgeschoss von 1748, Obergeschoss von 1836 Einfriedung, Sandsteinquader- und Hausteinmauer, 18./19. Jahrhundert | D-5-73-134-18 | weitere Bilder                                                             |
| Kirchenplatz 2, 3 (Standort)                                        | Evangelisch-lutherische Pfarrkirche St. Rochus (ehemals St. Clemens)       | Gotische Saalkirche, Sandsteinquaderbau mit Satteldach, Langhaus im Kern 14. Jahrhundert, Turm mit Portal bezeichnet mit „1412“, Seitenschiffanbau um 1460, Chorraumverlängerung 1510, erstes Viertel 18. Jahrhundert barocke Neuausstattung und Einbau von Holztonne und Emporen, Turmhaube 1783, neugotisches Nordportal 1853, Sakristeianbau 1902; mit Ausstattung Spätmittelalterliche Kirchhofmauer, Sandsteinquadermauerwerk, an der West- und Südseite der Kirche | D-5-73-134-19 | weitere Bilder                                                             |
| Kirchenplatz 3 (Standort)                                           | Kantoratshaus, ehemaliges drittes evangelisch-lutherisches Pfarrhaus       | Zweigeschossiger Sandsteinquaderbau mit Walmdach, erbaut um 1737, jüngere Giebelgauben | D-5-73-134-20 | Kantoratshaus, ehemaliges drittes evangelisch-lutherisches Pfarrhaus       |
| Kirchenplatz; Kirchenplatz 2 (Standort)                             | Kriegerdenkmal                                                             | Sandsteinstele mit Kreuzbekrönung, Bronze-Inschriftentafel (Guss: Christoph Lenz), nach 1871 | D-5-73-134-83 | BW                                                                         |
| Kirchenweg 1 (Standort)                                             | Wohn- und Geschäftshaus                                                    | Zweigeschossiger Sandsteinquaderbau mit Satteldach und östlicher Fachwerkfassade, erste Hälfte 19. Jahrhundert, Erdgeschoss durch Ladeneinbau verändert, Schleppgauben modern | D-5-73-134-15 | BW                                                                         |
| Kirchenweg 2 (Standort)                                             | Wohnhaus                                                                   | Zweigeschossiger Satteldachbau mit Schleppgauben, Erdgeschoss Sandsteinquadermauerwerk, Obergeschoss freiliegendes Fachwerk, Anfang 18. Jahrhundert | D-5-73-134-16 | BW                                                                         |
| Kleinstraße 2 (Standort)                                            | Ehemalige Synagoge                                                         | Zweigeschossiger Sandsteinquaderbau mit Walmdach und Ecklisenen, um 1805, jüngere Walmdachgauben | D-5-73-134-73 | BW                                                                         |
| Koppenplatz 1 (Standort)                                            | Wohnhaus                                                                   | Zweigeschossiger Sandsteinquaderbau mit Satteldach, Eckpilastern und Gurtgesims, Giebel mit Eckvoluten und Bekrönung, bezeichnet mit „1795“, Schleppgauben modern Scheune, zweigeschossiger Sandsteinquaderbau mit Satteldach, wohl 19. Jahrhundert | D-5-73-134-21 | BW                                                                         |
| Koppenplatz 3 (Standort)                                            | Wohnhaus                                                                   | zweigeschossiger Satteldachbau, Erdgeschoss massiv verputzt, Obergeschoss freiliegendes Fachwerk, Mitte 16. Jahrhundert, moderner Dachausbau und Giebelgauben | D-5-73-134-23 | BW                                                                         |
| Koppenplatz 4 (Standort)                                            | Wohnhaus                                                                   | Zweigeschossiger Satteldachbau mit Firstwälmchen, verputzter Massiv- und Fachwerkbau, Obergeschoss auskragend, Giebel freiliegendes Fachwerk, 17./18. Jahrhundert, Erdgeschoss durch Ladeneinbau verändert | D-5-73-134-24 | Wohnhaus                                                                   |
| Kreutleinstraße 22 ()                                               | Architektenwohnhaus                                                        | zweigeschossiger Sichtbetonbau mit Flachdach, im Stil des Brutalismus, Bernhard Heid, 1965 | D-5-73-134-93 |                                                                            |
| Marktplatz 5 (Standort)                                             | Gasthaus Goldener Löwe                                                     | Zweigeschossiger Sandsteinquaderbau mit Satteldach und Giebelgauben, Giebeleckvoluten mit Kugelbekrönung, zum Teil verputzt, zweite Hälfte 18. Jahrhundert, mit jüngerem zweigeschossigen Queranbau, verputzter Massivbau mit Walmdach, mit schmiedeeisernem Ausleger mit Löwendarstellung, Anfang 19. Jahrhundert Östlich anschließend Wirtschaftsgebäude, zweigeschossiger Sandsteinquaderbau mit Satteldach und Fachwerkgiebel, 18./19. Jahrhundert                   | D-5-73-134-26 | BW                                                                         |
| Nürnberger Straße 3 (Standort)                                      | Wohn- und Geschäftshaus                                                    | Zweigeschossiger Sandsteinquaderbau mit Satteldach, Giebel mit Eckvoluten und Muschelbekrönung, Portal bezeichnet „1767“, südliche Erdgeschossfassade durch modernen Ladeneinbau überformt | D-5-73-134-28 | BW                                                                         |
| Nürnberger Straße 10 (Standort)                                     | Gasthaus                                                                   | Zweigeschossiger giebelständiger Satteldachbau mit Aufzugswalm, Erdgeschoss massiv verputzt, Obergeschoss traufseitig Fachwerk verputzt, Sichtfachwerkgiebel, 17./18. Jahrhundert | D-5-73-134-29 | BW                                                                         |
| Nürnberger Straße 29 (Standort)                                     | Fabrikantenvilla der ehemaligen Metallwarenfabrik G. Zimmermann,           | Zweigeschossiger Sandsteinquaderbau mit Mansardwalmdach, Zwerchgiebel und Giebelgauben, rückseitig verputzt, Neurenaissance-Bau, bezeichnet „1885“ | D-5-73-134-74 | BW                                                                         |
| Pfarrhof 1 (Standort)                                               | Evangelisch-Lutherisches Pfarrhaus                                         | Zweigeschossiger Mansarddachbau mit Walmdachgauben, Erdgeschoss aus Sandsteinquadermauerwerk mit dorischen Eckpilastern, Obergeschoss Sichtfachwerk, bezeichnet mit 1710 Einfriedung, Mauer und Torpfeiler aus Sandsteinquadern- und bruchstein, wohl um 1710 | D-5-73-134-32 | BW                                                                         |
| Pfarrhof 2; Pfarrhof (Standort)                                     | Pfarrhaus                                                                  | Barockisierendes zweigeschossiges Satteldachhaus mit Zwerchgiebel und rundem Turmanbau mit Haubendach, verputzter Massivbau mit Werksteingliederung, 1908 Scheune, zweigeschossiger Sandsteinquaderbau mit Satteldach und Zwerchgiebel, mittleres 19. Jahrhundert | D-5-73-134-33 | Pfarrhaus                                                                  |
| Rathausplatz 3 (Standort)                                           | Ehemaliges Badehaus                                                        | Zweigeschossiger Walmdachbau mit Schleppgauben, Erdgeschoss Sandsteinquadermauerwerk, Obergeschoss Sichtfachwerk, nach 1698 wohl an Stelle eines Vorgängerbaus des frühen 14. Jahrhunderts errichtet | D-5-73-134-34 | BW                                                                         |
| Rote Straße 2, 4 (Standort)                                         | Wohnhaus                                                                   | Zweigeschossiges traufständiges Doppelhaus mit steilem Satteldach, verputztes Fachwerkhaus, 17./18. Jahrhundert | D-5-73-134-36 | BW                                                                         |
| Rote Straße 3 (Standort)                                            | Sogenanntes Altes Schlösschen, wohl ehemaliges Schlossgütlein und Amtshaus | Langgestrecktes zweigeschossiges Traufseithaus mit Satteldach und Zwerchhaus mit Aufzugswalm, Erdgeschoss Sandsteinquadermauerwerk, Obergeschoss Sichtwerk, spätes 17. Jahrhundert, Dachgauben modern | D-5-73-134-37 | Sogenanntes Altes Schlösschen, wohl ehemaliges Schlossgütlein und Amtshaus |
| Rote Straße 5 (Standort)                                            | Wohnhaus                                                                   | Zweigeschossiges giebelständiges Satteldachhaus mit Aufzugswalm, Erdgeschoss Sandsteinquadermauerwerk, Obergeschoss freiliegendes Fachwerk, um 1700 | D-5-73-134-38 | Wohnhaus                                                                   |
| Rote Straße 8; Rote Straße 10 (Standort)                            | Brauerei Zirndorf, Brauhaus                                                | Zweigeschossiger Sandsteinquaderbau mit Walmdach, Mitte 18. Jahrhundert von Johann David Steingruber | D-5-73-134-39 | Brauerei Zirndorf, Brauhaus                                                |
| Rote Straße 8; Rote Straße 10 (Standort)                            | Brauerei Zirndorf                                                          | Zugehöriges Brauereigebäude, zweigeschossiger Sandsteinquaderbau mit Walmdach, 18. Jahrhundert | D-5-73-134-39 | BW                                                                         |
| Rote Straße 8; Rote Straße 10 (Standort)                            | Brauerei Zirndorf, Toreinfahrt                                             | Zwei barocke Sandsteinpfeiler, 18. Jahrhundert | D-5-73-134-39 | BW                                                                         |
| Rote Straße 9 (Standort)                                            | Wohnhaus                                                                   | Zweigeschossiges giebelständiges Satteldachhaus, Sockelgeschoss massiv verputzt, Obergeschoss freiliegendes Fachwerk, mit seitlichem Treppenaufgang, 18. Jahrhundert | D-5-73-134-40 | BW                                                                         |
| Spitalstraße 2, 4 (Standort)                                        | Ehemaliges Wohn- und Geschäftshaus, jetzt Museum                           | Zweigeschossiges Eckhaus mit Satteldach, Schleppgauben und Aufzugswalm, Erdgeschoss Sandsteinquadermauerwerk, Obergeschoss und Giebel reiches Sichtfachwerk, erste Hälfte 18. Jahrhundert Hofeinfahrt, Sandsteinpfeiler und Mauerrest, erste Hälfte 18. Jahrhundert | D-5-73-134-44 | Ehemaliges Wohn- und Geschäftshaus, jetzt Museum                           |
| Spitalstraße 3 (Standort)                                           | Gasthaus Zum Wilden Mann                                                   | Zweigeschossiger giebelständiger Sandsteinquaderbau mit Satteldach und Eckpilastern, Giebel mit Eckvoluten und Zierpostamenten, traufseitig verputzt, bezeichnet „1790“, Schleppgauben modern | D-5-73-134-45 | BW                                                                         |
| Spitalstraße 5 (Standort)                                           | Wohnhaus                                                                   | Zweigeschossiger giebelständiger Sandsteinquaderbau mit Satteldach und Schleppgauben, Giebel mit Eckvoluten und Giebelpostament, Traufseite und Ostgiebel verputzt, zweite Hälfte 18. Jahrhundert | D-5-73-134-46 | BW                                                                         |
| Vogelherdstraße 1 (Standort)                                        | Zweigeschossiges verputztes Fachwerkhaus                                   | Steiles Satteldach, 17./18. Jahrhundert | D-5-73-134-48 | BW                                                                         |
| Vogelherdstraße 2 (Standort)                                        | Gasthaus Zum Vogelherd                                                     | Zweigeschossiges Eckhaus mit Satteldach und Giebelgauben, Erdgeschoss und Teile des Obergeschosses massiv verputzt, im Übrigen Sichtfachwerk, erste Hälfte 18. Jahrhundert | D-5-73-134-49 | BW                                                                         |
| Vogelherdstraße 4 (Standort)                                        | Wohnhaus                                                                   | Zweigeschossiges Kleinhaus mit Satteldach, Erdgeschoss Sandsteinquadermauerwerk, zum Teil verputzt, Obergeschoss freiliegendes Fachwerk, bezeichnet „1733“ | D-5-73-134-50 | BW                                                                         |
| Ziegelstraße 1 (Standort)                                           | Wohnhaus                                                                   | Schmales langgestrecktes Satteldachhaus, Erdgeschoss massiv verputzt, Obergeschoss freiliegendes Fachwerk, bezeichnet „1674“, spätere Veränderungen | D-5-73-134-43 | BW                                                                         |

### Alte Veste
| Lage                    | Objekt | Beschreibung | Akten-Nr.     | Bild           |
| ----------------------- | --- | --- | ------------- | -------------- |
| Alte Veste (Standort)   | Alte Veste, Unterbau des regelmäßig vierseitigen Berings mit in den ehemaligen Zwinger vorspringenden Eckturmresten | Sandsteinquadermauerwerk, 13. Jahrhundert | D-5-73-134-54 | weitere Bilder |
| Alte Veste 1 (Standort) | Forsthaus | Zweigeschossiger Sandsteinquaderbau mit Walmdach, zweite Hälfte 18. Jahrhundert                                                                               | D-5-73-134-52 | BW             |
| Alte Veste 2 (Standort) | Gasthaus | Zweigeschossiger langgestreckter Sandsteinquaderbau mit Halbwalmdach und hölzernen Giebelgauben, Obergeschoss zum Teil verputzt, erste Hälfte 19. Jahrhundert | D-5-73-134-53 | weitere Bilder |

### Anwanden
| Lage                   | Objekt                        | Beschreibung                                              | Akten-Nr.     | Bild |
| ---------------------- | ----------------------------- | --------------------------------------------------------- | ------------- | ---- |
| Taubenweg 4 (Standort) | Erdgeschossiges Wohnstallhaus | Stallteil mit böhmischem Kappengewölbe, bezeichnet „1861“ | D-5-73-134-55 | BW   |

### Bronnamberg
| Lage                      | Objekt          | Beschreibung | Akten-Nr.     | Bild          |
| ------------------------- | --------------- | --- | ------------- | ------------- |
| Am Brünnfeld ()           | Wegweiser       | blockförmig behauener Naturstein mit gerundetem Abschluss und Beschriftung, 19./Anfang 20. Jahrhundert | D-5-73-134-91 |               |
| Adlerstraße 15 (Standort) | Wohnstallhaus   | Eingeschossiger giebelständiger Sandsteinquaderbau mit Satteldach und jüngerer Fachwerk-Schleppgaube, bezeichnet „1791“ | D-5-73-134-56 | Wohnstallhaus |
| Brunnenweg ()             | Wegweiser       | oben abgerundeter Sandsteinpfeiler mit Beschriftung, 19./Anfang 20. Jahrhundert | D-5-73-134-92 |               |
| Quellenstraße 20 ()       | Einfamilienhaus | zweigeschossiger Ziegelsteinbau mit vorkragendem Flachdach und umlaufenden Austritt, Südfassade vollständig verglast, R+H Semperowitsch, 1975/76; Garage, eingeschossiger Stahlbetonbau mit Flachdach, gleichzeitig; Garten, in Hanglage angelegter Hausgarten mit Wegführung, Hochbeeten und von Betonmauer eingefasster Terrasse, Hermann und Gerhard Thiele, gleichzeitig | D-5-73-134-95 |               |

### Leichendorf
| Lage                              | Objekt                 | Beschreibung | Akten-Nr.     | Bild           |
| --------------------------------- | ---------------------- | --- | ------------- | -------------- |
| Ortsstraße 5 (Standort)           | Ehemaliger Dreiseithof | Wohnstallhaus, eingeschossiger Sandsteinquaderbau mit Satteldach und Giebelgauben, traufseitig verputzt, Giebel mit Eckvoluten, bezeichnet mit „1793“ Scheune, eingeschossiger Sandsteinquaderbau mit Satteldach und Schleppgauben, bezeichnet mit „1814“ | D-5-73-134-57 | BW             |
| Ortsstraße 8 (Standort)           | Wohnstallhaus          | Eingeschossiger freistehender Satteldachbau mit rückseitigen Schleppgauben, Sandsteinquaderbau mit gegliedertem Giebel, bezeichnet „1786“ | D-5-73-134-58 | weitere Bilder |
| Schwabacher Straße 150 (Standort) | Scheune                | Eingeschossiger Fachwerkbau mit Satteldach, rückseitig verputzt, Ende 18. Jahrhundert | D-5-73-134-59 | BW             |

### Leichendorfermühle
| Lage                        | Objekt                                           | Beschreibung | Akten-Nr.     | Bild           |
| --------------------------- | ------------------------------------------------ | --- | ------------- | -------------- |
| Seewaldstraße 75 (Standort) | Zwei Scheunen der ehemaligen Leichendorfer Mühle | Eingeschossige Fachwerkbauten mit Satteldächern und Schleppgauben, zweite Hälfte 18. Jahrhundert Hofeinfahrt und Garteneinfriedung, Sandsteinpfeiler mit erneuertem Holzzaun, wohl 18. Jahrhundert | D-5-73-134-60 | weitere Bilder |

### Lind
| Lage                                                                                            | Objekt                                                  | Beschreibung                                       | Akten-Nr.     | Bild |
| ----------------------------------------------------------------------------------------------- | ------------------------------------------------------- | -------------------------------------------------- | ------------- | ---- |
| Breitenrainäcker (Standort)                                                                     | Grenzstein der Flurmarkungen Leichendorf und Oberasbach | Sandstein, 19. Jahrhundert                         | D-5-73-134-61 | BW   |
| etwa 3500 m nord-nordöstlich des Ortes Lind ()                                                  | Grenzstein der Flurmarkungen Leichendorf und Oberasbach | Sandstein, 19. Jahrhundert; nicht nachqualifiziert | D-5-73-134-62 |      |
| 3800 m nordöstlich des Ortes Lind am Weg nach Altenberg, Kreuzung der Straße nach Oberasbach () | Grenzstein der Flurmarkungen Leichendorf und Oberasbach | Sandstein, 19. Jahrhundert; nicht nachqualifiziert | D-5-73-134-63 |      |

### Weinzierlein
| Lage                       | Objekt   | Beschreibung                   | Akten-Nr.     | Bild           |
| -------------------------- | -------- | ------------------------------ | ------------- | -------------- |
| Neuseser Straße (Standort) | Wegkreuz | Sandstein, spätmittelalterlich | D-5-73-134-66 | weitere Bilder |

### Wintersdorf
| Lage                           | Objekt        | Beschreibung | Akten-Nr.     | Bild |
| ------------------------------ | ------------- | --- | ------------- | ---- |
| Ansbacher Straße 21 (Standort) | Hofeinfahrt   | Drei Sandsteinpfeiler mit Kugeln bekrönt, mit Rest der ehemaligen Hofmauer aus Sandsteinquadern, bezeichnet „1809“ | D-5-73-134-67 | BW   |
| Frankenstraße 6 (Standort)     | Wohnstallhaus | Eingeschossiger freistehender Satteldachbau mit Giebel- und Schleppgauben, verputzter Sandsteinquaderbau mit verputzten Fachwerkgiebeln, 18./19. Jahrhundert | D-5-73-134-68 | BW   |
| Seewaldstraße 9 (Standort)     | Bauernhof     | Wohnstallhaus, eingeschossiger freistehender Satteldachbau, verputzter Sandsteinquaderbau mit Sichtfachwerkgiebel, bezeichnet mit 1783, Schleppgauben modern Austragshaus, erdgeschossiger Sandsteinquaderbau mit Steildach, frühes 19. Jahrhundert Scheune, zweigeschossiger freistehender Satteldachbau mit weit vorkragendem Aufzugsdach, Sandsteinquaderbau mit Sichtfachwerkobergeschoss und -giebel, wohl 19. Jahrhundert | D-5-73-134-69 | BW   |

### Wolfgangshof
| Lage                               | Objekt                      | Beschreibung | Akten-Nr.     | Bild           |
| ---------------------------------- | --------------------------- | --- | ------------- | -------------- |
| Weitersdorfer Straße 22 (Standort) | Faber-Castell`scher Gutshof | Drei parallel angeordnete langgestreckte Wirtschafts- und Stallgebäude im historisierenden Jugendstil, zweigeschossige Walm- bzw. Halbwalmdachbauten, Sichtziegelbauten mit zum Teil Fachwerkobergeschossen, gegliedert durch Fachwerk-Zwerchgiebel, Ecktürmchen mit Haubendächern und Dachreitern, 1902/03 An der Straße vorgelagert zweigeschossiges Verwalterhaus mit Krüppelwalmdach, Sandsteinquaderbau mit Fachwerkobergeschoss und Fachwerkzwerchgiebel, mit viergeschossigem Uhrturm mit Dachreiter, historisierender Jugendstil, Faber-Castell`sches Wappen bezeichnet mit „1903“ Einfriedung, verputzte Ziegelmauerwerkspfeiler, sowie Hofeinfahrten aus Sandsteinquadermauerwerk mit Eisentoren und Jugendstildekor, um 1903 | D-5-73-134-70 | weitere Bilder |

## Ehemalige Baudenkmäler
In diesem Abschnitt sind Objekte aufgeführt, die früher einmal in der Denkmalliste eingetragen waren, jetzt aber nicht mehr. Objekte, die in anderem Zusammenhang also z. B. als Teil eines Baudenkmals weiter eingetragen sind, sollen hier nicht aufgeführt werden. Aktennummern in diesem Abschnitt sind ehemalige, jetzt nicht mehr gültige Aktennummern.

| Lage                              | Objekt                  | Beschreibung | Akten-Nr.     | Bild                    |
| --------------------------------- | ----------------------- | --- | ------------- | ----------------------- |
| Zirndorf Hauptstraße 5 (Standort) | Wohn- und Geschäftshaus | Zweigeschossiger giebelständiger Satteldachbau, Erdgeschoss Sandsteinquadermauerwerk, Obergeschoss Sichtfachwerk, bezeichnet „1799“, an der Hofseite hölzerne Obergeschossgalerie, Erdgeschoss durch Ladeneinbau weitgehend verändert, Dachausbau und moderne Schleppgauben | D-5-73-134-11 | Wohn- und Geschäftshaus |